# اکتور اررا (دونده)
اکتور اررا (اسپانیایی: Héctor Herrera‎؛ زادهٔ ۲۳ مهٔ ۱۹۵۹) دونده اهل کوبا بود.